# Jerzy Wojciech Filipp
Jerzy Wojciech Filipp (ur. 23 kwietnia 1939 w Warszawie, zm. 9 stycznia 2021 tamże) – polski działacz ewangelicki, wieloletni członek władz Kościoła Ewangelicko-Augsburskiego w Polsce.

## Życiorys

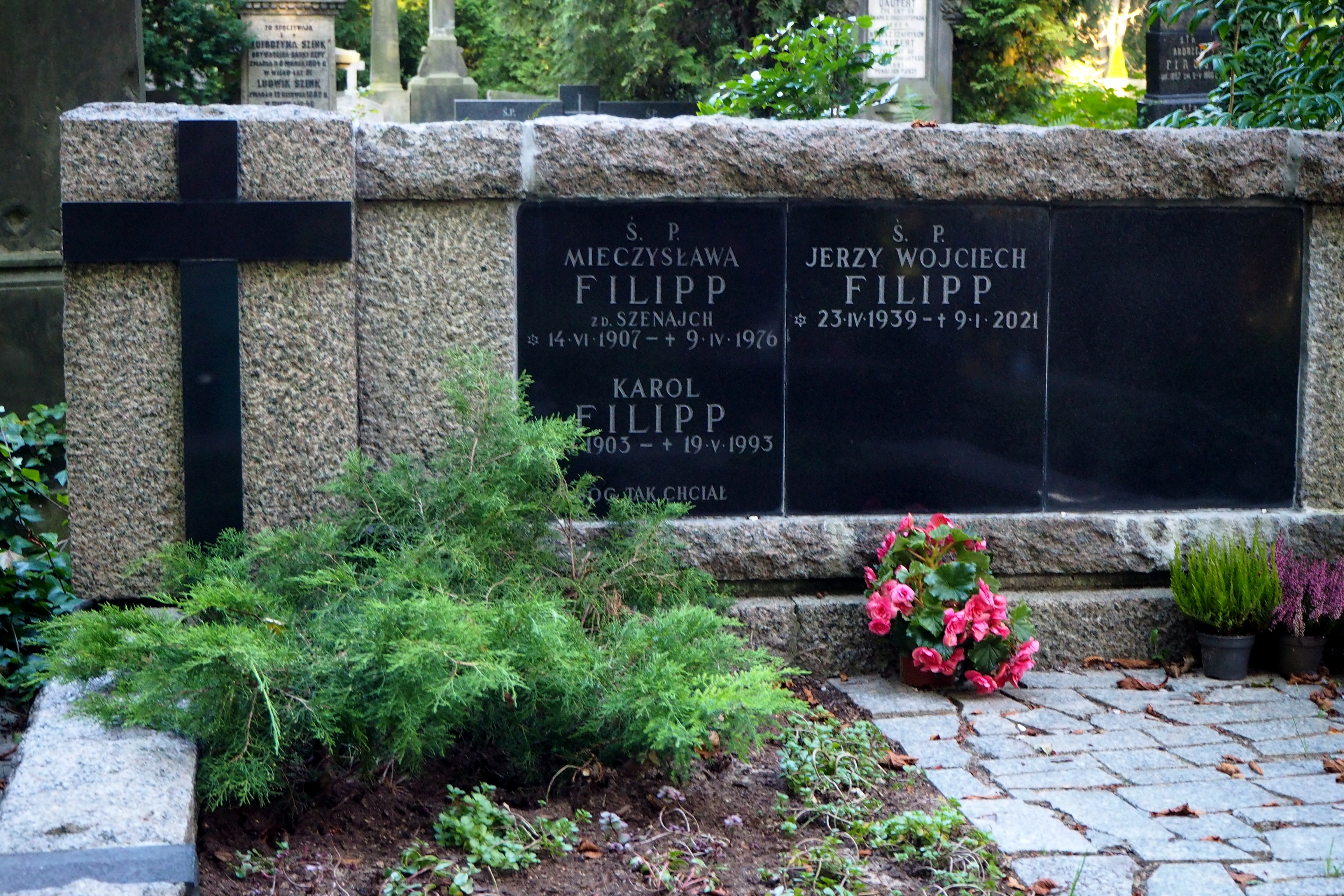
Grób Jerzego Wojciecha Filippa na cmentarzu ewangelicko-augsburskim przy ul. Młynarskiej w Warszawie

Był synem Karola Filippa i Mieczysławy z domu Szenajch. Był absolwentem Wydziału Samochodów i Ciągników Politechniki Warszawskiej po których podjął pracę w Fabryce Samochodów Osobowych na Żeraniu, z którą był związany przez całe życie zawodowe dochodząc do stanowiska zastępcy dyrektora ds. konstrukcji i badań. Przez całe życie związany był z Parafią Ewangelicko-Augsburską Świętej Trójcy w Warszawie, w ramach której przez 32 lata pełnił funkcję członka Rady Parafialnej (po raz pierwszy wybrany w 1960). W latach 1981–1991 był członkiem Synodu Kościoła, pełniąc również funkcję wiceprzewodniczącego Rady Synodalnej. W latach 2001–2011 był członkiem Konsystorza Kościoła, w ramach którego pełnił funkcję sekretarza. Należał również do Warszawskiego Oddziału Polskiego Towarzystwa Ewangelickiego.
Zmarł 9 stycznia 2021 i został pochowany na cmentarzu ewangelicko-augsburskim w Warszawie przy ul. Młynarskiej (aleja 52, grób 48).